# Sebastião de Arriaga
Sebastião José de Arriaga Brum da Silveira (Horta, 13 de abril de 1774 – Lisboa, 8 de fevereiro de 1826), mais conhecido por Sebastião de Arriaga, foi um oficial do Exército Português, onde atingiu o posto de general de brigada. Foi avô de Manuel de Arriaga, primeiro Presidente da República Portuguesa.

## Biografia
Sebastião de Arriaga foi filho de José de Arriaga Brum da Silveira e de Francisca Josefa Borges da Câmara, uma importante família de comerciantes da cidade da Horta, aparentada com a melhor sociedade local. Era bisneto de João de Arriaga, um comerciante basco, natural de Baiona, que se estabelecera na ilha do Faial em finais do século XVII, introduzindo nos Açores o apelido Arriaga. Foi irmão de Miguel José de Arriaga.
A importância da família mede-se pelo facto de Sebastião José ter tido como padrinho de baptismo o homónimo Sebastião José de Carvalho e Melo, o marquês de Pombal.
Depois de estudos preparatórios na então vila da Horta, aos 19 anos de idade foi confirmado no posto de alferes da companhia de infantaria paga da Fortaleza de Santa Cruz da Horta, iniciando uma carreira militar na arma de artilharia.
Foi mobilizado para a Guerra Peninsular na qual participou entre 1811 e 1814, revelando-se um oficial distinto. Foi agraciado com diversas condecorações de campanha portuguesas, britânicas e espanholas, nomeadamente, as medalhas portuguesas de comando de seis companhas, cruz espanhola pela intervenção na Batalha da Vitória, medalha britânica e fivelas de Albuhera, Salamanca e San Sebastián. Foi cavaleiro da Ordem da Torre e Espada e da Ordem de Nossa Senhora da Conceição de Vila Viçosa. Casou, em Lisboa, com Maria da Piedade da Cunha Godolfim de la Roca.
Terminada a Guerra Peninsular e derrotado em definitivo Napoleão Bonaparte, regressou aos Açores tendo exercido no período de 1815 a 1821 o cargo de governador militar da ilha de São Miguel, cargo que exercia aquando da Revolução Liberal do Porto.
Em 1821 foi promovido a general de brigada e nomeado governador da Fortaleza de São Julião da Barra, cargo que exercia quando faleceu em 1826 no Real Palacete. Foi sepultado na Igreja de Nossa Senhora de Belém.
Casou em Lisboa com Maria da Piedade da Cunha Godolfim de la Roca, tendo deste casamento resultado o nascimento de três filhas e um filho, homónimo, que viria a ser o pai de Manuel de Arriaga, o primeiro Presidente da República Portuguesa.